# Melochia parvifolia
Melochia parvifolia là một loài thực vật có hoa trong họ Cẩm quỳ. Loài này được Kunth mô tả khoa học đầu tiên năm 1823.